# Künstlerischer Oberleiter
Als Künstlerischen Oberleiter bezeichnete man in Deutschland und Österreich einen Filmkünstler, der einem Regisseur im Rahmen eines Filmproduktionsprojekts als künstlerischer „Berater“ zur Seite gestellt wurde. Obwohl solche „Berater“ tatsächlich Regieerfahrung besaßen und gelegentlich sogar Altmeister des Faches waren, dürfte es sich meist eher um die – werbewirksame – Ehrenberufung eines namhaften Künstlers als um eine wirkliche Zusammenarbeit gehandelt haben. Seit 1960 hat der Begriff der „künstlerischen Mitarbeit“ den der „künstlerischen Oberleitung“ weitgehend verdrängt.
Filmbeispiele:
- Die Ratte (Regie: Harry Piel / KO: Joe May, 1918)
- Krach im Hinterhaus (Veit Harlan / Reinhold Meißner, 1935)
- Das Schönheitsfleckchen (Rolf Hansen / Carl Froelich; erster deutscher Farbspielfilm, 1936)
- Der Herrscher (Veit Harlan / Emil Jannings, 1937)
- Der zerbrochene Krug (Gustav Ucicky / Emil Jannings, 1937)
- Friedemann Bach (Traugott Müller / Gustaf Gründgens, 1941)
- Die Entlassung (Wolfgang Liebeneiner / Emil Jannings, 1942)
- Der weiße Traum (Géza von Cziffra / Karl Hartl, 1943)
- Skandal in der Botschaft (Erik Ode / Richard Eichberg, 1950)
- Pünktchen und Anton (Thomas Engel / Erich Engel, 1953)
- Die Drei von der Tankstelle (Hans Wolff / Willi Forst, 1955)
- Faust (Peter Gorski / Gustaf Gründgens, 1960)